# Корсун Павло Павлович
Павло Павлович Корсун — український астроном, спеціаліст з фізики комет, лауреат Премії НАНУ імені М. П. Барабашова.

## Біографія
Народився 15 січня 1957 року в селі Телешівка в Рокитнянському районі Київської області.
1979 року закінчив Київський державний університет імені Т. Г. Шевченка за спеціальністю «астрономія». З серпня 1979 по липкнь 1981 року проходив строкову службу в силах ППО Радянської армії. Служив в місті Пенза в РРФСР. Закінчив службу в званні лейтенанта.
З вересня 1981 року працював в Головній астрономічній обсерваторії НАН України. Працював послідовно на посадах інженера, молодшого наукового співробітника, наукового співробітника, старшого наукового співробітника.
1985 року проводив спостереження комети Галлея в Обсерваторії Пік Терскол. 1996 року кандидатську дисертацію «Фізичні параметри атмосфер комет Галлея і Брорзена-Меткофа». З 2005 року до кінця життя був завідувачем лабораторії фізики комет в Головній астрономічній обсерваторії. У червні 2018 року Головній астрономічній обсерваторії захистив докторську дисертацію «Фізичні властивості віддалених комет за результатами спостережень та чисельного моделювання».
Помер 9 вересня 2022 року.

## Наукові результати
Головні наукові результати Корсуна відносяться до фізики комет. Спостерігаючи активні комети на далеких відстанях від Сонця за допомогою великих телескопів, він вперше в світі виявив в спектрах комет поза зоною сублімації льоду емісійні лінії азоту. Іншим важливим результатом Корсуна є роботи з моделювання розподілу поверхневої яскравості комет.

## Відзнаки
- Премія НАН України імені М. П. Барабашова за встановлення молекулярного складу хвостів комет на різних геліоцентричних відстанях, у співавторстві з Олександрою Івановою і Іриною Кулик (2015)[3]
- Астероїд 287875 Pavlokorsun названо в його пам'ять.